# Un albergo di Osaka
Un albergo di Osaka (大阪の宿) è un film del 1954 diretto da Heinosuke Gosho.
Pellicola giapponese basata su un romanzo di Takitarō Minakami.

## Trama
Mita, dipendente di una compagnia assicurativa di Tokyo, per aver tenuto testa, a ragione, ad un proprio superiore, viene trasferito quasi punitivamente alla succursale di Osaka, con un incarico di minore responsabilità (e retribuzione).
Ad Osaka egli alloggia in un alberghetto economico ma rispettabile, ed in breve viene a conoscere, pur essendo uomo serio, serioso – non è mai stato visto sorridere -, e riservato, le problematiche e le difficoltà, essenzialmente di tipo economico, di quanti lavorano nell’albergo, o vi gravitano attorno, e non manca di dar loro il proprio sostegno.
C’è Otsugi, una vedova che, per qualche motivo, ha difficoltà nel vedere il proprio figlioletto, che Mita aiuta finanziariamente, nei limiti delle proprie possibilità; c’è Orika, il cui marito, da cui ella si è separata, ha perso il lavoro, che egli interviene a dissuadere dal suicidio; c’è Ossan, fratello della proprietaria dell’albergo, che ad un certo punto viene licenziato dalla sorella; la frivola Oyone, che saltuariamente fa sesso con Noru, un cliente dell’albergo nonché finanziatore dello stesso, alla quale Mita regala dei biglietti della lotteria (le preoccupazioni della giovane sono di tal fatta); c’è infine Omitsu, negoziante, che vuole risarcire Mita per un acquisto truffaldino, di cui lei stessa era stata a sua volta vittima, e che, col padre morente, finisce col vendersi a Noru per necessità, provocando una scandalosa ferita nella rispettabilità dell’albergo.
La nota geisha Uwabami si invaghisce di Mita, che pare essere invece interessato ad una ragazza che incontra quotidianamente nel recarsi al lavoro. Mita dice ad Uwabami di volerle bene, ma di sentire che loro due appartengono a mondi diversi.
Quando Noru decide, in seguito ad un furto di denaro perpetrato ai suoi danni da Orika, che viene licenziata, di ritirare le proprie quote dalla gestione dell’albergo, la proprietaria si risolve, a dispetto di ogni rispettabilità, a trasformare l’esercizio commerciale in un albergo a ore, ben più remunerativo.
Difficoltà non mancano nella ditta in cui lavora Mita: il suo amico e collega Tawara, in seguito a dissidi con la presidenza, si licenzia, ed il superiore di Mita lo costringe a prendere parte ad una riunione di piacere, e, in parte, di business, in cui sarà presente anche il direttore generale della compagnia di assicurazioni. Il taciturno Mita, alla riunione, abbozza finalmente un sorriso quando vede arrivare, inaspettata, Uwabami, invitata dall’azienda. Mita apprende che il suo superiore è responsabile del suicidio di Imoto, un imprenditore legato all’azienda assicurativa, che appare essere il padre della ragazza che egli incrociava quotidianamente. Mita, di nuovo, col sostanziale concorso di Uwabami, tiene testa al proprio superiore, accusandolo di induzione al suicidio.
Per questo motivo Mita viene di nuovo trasferito. Al suo party di addio sono presenti l’amico Tawara, e i suoi nuovi amici di Osaka: Orika, che si è rimessa col marito, Otsugi, Oyone, Ossan, e Uwabami. Manca solo Omitsu, trattenuta per gli straordinari.  Nel suo discorso di commiato Mita ringrazia gli amici e dichiara di sentirsi parte, contrariamente a quanto aveva detto ad Uwabami, dello stesso mondo di tutti loro. “Condividiamo l’infelicità di fondo”  - dice – “e dovremmo avere la dignità di sorridere delle nostre sventure”. Il discorso provoca la commozione di tutti gli astanti.
La mattina dopo, il treno che porta Mita verso la sua nuova destinazione sfila davanti al posto di lavoro di Omitsu.